# Jamància
La Jamància o Camància fou una revolta progressista de caràcter federalista i democràtic que tingué lloc a Barcelona entre setembre i el novembre de 1843, contra el govern de Joaquín María López, que havia incomplert els acords amb la Junta Central per al derrocament del govern d'Espartero, produïda unes setmanes abans i la violació de diverses disposicions en la constitució de 1837. El nom de jamància (del caló jamar, menjar) al·ludia despectivament als membres dels batallons de voluntaris (batallons de la brusa) que probablement s'hi havien apuntat per menjar de franc i cobrar els cinc rals diaris de paga. Fou la darrera de les bullangues produïdes a Barcelona entre el 1836 al 1843. La Jamància representà el primer aixecament nítidament popular contra l'Estat liberal a Espanya. La rendició comportà la submissió definitiva de Barcelona al govern espanyol i la fi d'una oposició organitzada a la centralització de les decisions polítiques endegada pel Partit Moderat.
La revolta va començar el 13 d'agost i anava adreçada contra el govern. Després de la caiguda del govern d'Espartero i la institució d'un nou govern encapçalat per Joaquín María López, es girà contra el govern de Madrid i la Junta Suprema va fer una crida a convocar Corts constituents. Això provocaria la insurrecció centralista iniciada formalment l'1 de setembre a Barcelona, replicada en diversos llocs de Catalunya i algunes províncies d'Espanya, que conduí a la intervenció militar que comportà el bombardeig de la ciutat, especialment des del castell de Montjuïc i des de la Ciutadella, dirigit pel brigadier Prim i centrat contra les drassanes i les muralles, el qual obligà la Junta Suprema a capitular davant el capità general, Laureano Sanz, el 19 de novembre.

## Precedents
Essent encara recent el record del bombardeig de Barcelona (1842) no es pot entendre la Jamància sense tenir en compte les dues revoltes produïdes aquell mateix any. La primera iniciada al 3 de juny per a promoure l'enderrocament del govern de regència d'Espartero i després a mitjans d'agost en contra del govern resultant per l'incompliment dels acords assumits per a secundar l'enderrocament d'Espartero. La Junta Central constituïda per a atacar el govern d'Espartero, va ser començada a retirar-li poder executiu i legislatiu. El fet de convertir la Junta Central en un òrgan consultiu més que governatiu enardí els ànims a Catalunya. Tot i la destitució d'Espartero, la convocatòria d'eleccions a les Corts i la dissolució del Senat Espanyol (una clara violació de la Constitució del 1837 i de fet un “cop d'estat” civil) fou percebuda en l'àmbit català com una traïció a la confiança dipositada en el nou govern d'Espanya, sota els lemes “Constitució de 1837, Isabel II i Junta Central” que pactaren amb Francisco Serrano i que el seu successor Joaquín María López López no volgué respectar.
El capità General de Catalunya interí, Jaime Arbuthnot, s'havia refugiat a la Ciutadella, abandonant la ciutat i el fort de Drassanes, ple d'armament. La junta popular havia armat el batalló 1r de voluntaris de Barcelona, dit el Batalló de la brusa sota les ordres de Juan Castells, vocal de la junta, que ocupà el fort de les Drassanes, nomenant governador a Francisco Torras y Riera. L'arribada a la ciutat del governador Joan Prim semblà que posaria fi a les tensions creixents.

## Esclat de la violència
La nit de l'1 al 2 de setembre entrà per una bretxa de la muralla a la ciutat el batalló 3r de voluntaris de Catalunya, comandada per Francisco Riera, declarant-se la rebel·lió. Atrinxerant-se durant la nit i la matinada a la plaça de Sant Jaume. El dia 3 Barcelona estava pronunciada, molts disconformes callaven o marxaven de la ciutat. Els sublevats de la junta seguiren fortificant-se al centre de la ciutat, armant-se amb artilleria tretes de les Drassanes. La junta decidí que eren el representant popular, constituint-se com la Junta Suprema Provisional de la Província de Barcelona aquesta la formaven el coronel Antoni Baiges, José Maria Bosch, Vicente Soler, Rafael Degollada, José Vergés, José Massanet, Juan Castells, Agustín Reverter i José Maria Montañá. Dirigiren un discurs a la plaça Sant Jaume sol·licitant en que deien que aviat la resta de províncies d'Espanya els seguirien en la revolta i que cadascun dels districtes judicials enviessin dos comissionats per a representar-los a la junta. Les forces legítimes de la ciutat no feren oir la seva veu: El cap superior polític Joaquín Maximiliano Gibert, es reuní amb el capità general Jaime Arbuthnot. El governador de la Ciutadella Joan Prim s'hi refugià la mateixa nit que el batalló de voluntaris entrà a la ciutat. La Diputació Provincial no donava senyals d'activitat. L'ajuntament reuní molt pocs dels seus individus que manifestaren mantenir-se neutrals. El capità general Jacobo Gil de Aballe restava tancat a la Ciutadella on amb prou feines disposava de tropes per a la seva defensa.
Aquell dia van arribar dos batallons del Regiment de la Constitució a la vila de Gràcia i el vapor el Mallorquín arribava de Tarragona. L'arribada d'aquest buc al Port de Barcelona desencadenà els primers enfrontaments. Els sublevats alertats de la seva arribada es determinaren a impedir el desembarcament de les tropes ocupant el moll. Les tropes de la Ciutadella feren una sortida pel fort de San Carlos, que prengueren el fort de la llanterna. Tanmateix els sublevats protegits pel foc creuat de les Drassanes i les muralles retingueren el poder del moll i feren retrocedir el desembarcament. El vapor sortí del port i procedí al desembarcament a les platges de la Barceloneta allunyat del port a recer del fort de San Carlos. La metralla de la Ciutadella provocà una vintena de baixes entre els sublevats que es refugiaren al baluard de Migdia, davant de la Ciutadella. Aprofitaren l'ocasió les tropes regulars per a ocupar la Barceloneta parapetant-s'hi per tal de consolidar el control sobre el port.
El 4 de setembre la junta publicà un decret per tal de consolidar la seva autoritat proclamant l'execució per tot aquell enxampat in fraganti en la comissió d'un robatori o altres danys a la seguretat de les persones. El coronel Antoni Baiges, president de la junta i cap principal de les forces revoltades és mort d'un tret al pit davant de la muralla de Mar. El seu cadàver és exposat al Palau de la Diputació durant 24 hores. Rafael Degollada substituí a Antoni Baiges com a president de la junta. Creient molta gent que Degollada no era a la ciutat, aquest fa un passeig a cavall per les muralles arengant als membres de la Milícia Nacional i altres combatents. El diari El Imparcial havia d'editar un pamflet dictat per Joan Prim, sabent-ho els centralistes els comminaren a no fer-ho, i els seus propietaris tractaren de traslladar la impremta fora de la ciutat. Els quatre carros on estaven carregant-les foren enviats a Drassanes i les impremtes requisades. El governador Joan Prim i Llorenç Milans del Bosch sortiren a la tarda cap a Gràcia, instal·lant-se amb un batalló de voluntaris al vapor de Francisco Puigmartí, amb una escaramussa amb els revoltats. El dia 4 es comptaren tres morts i sis ferits. Els membres de l'Ajuntament sol·liciten al capità general a la Ciutadella que cessi els atacs a la ciutat, respon aquest que quan cessi el foc provinent de Barcelona farà ell el mateix amb la fortalesa. Per causa dels projectils d'artilleria crema un magatzem de corderia que hi ha fora muralla entre el Portal de Mar i la Ciutadella.
El dia 5 es comptaren dos morts i dotze ferits, deu dels quals foren conduïts a l'Hospital de la Santa Creu de Barcelona. La nit del dia 5 els sublevats una cinquantena d'homes armats fan una sortida fins a Sarrià per tal de fer presoners gent contrària als centralistes, essent rebutjats pels seus veïns i deixant dues víctimes mortals: Ramon Valejo, teixidor de vels de Barcelona i José Margenat, farmacèutic de Sarrià. El castell de Montjuïc estava a càrrec del governador Bernardo Echalecu que fou rellevat pel coronel del Regiment d'Amèrica Fernando Sayas.

## Montjuïc entra en joc
S'havien instal·lat bateries a les Drassanes, al punt de la muralla de Hostallers (carrer. Tallers), una altra a Canaletes, i una altra entre Junqueres i la Porta Nova. El dia 7 el castell de Montjuïc trencà el seu silenci, efectuant dos tirs de fogueig a les vuit del matí, aturant-se tot seguit el bombardeig procedent de la Ciutadella. De quatre a set de la tarda els canons de Montjuïc inicià un intens bombardeig contra les Drassanes. Disparant 102 bales, 52 de les quals foren recollides dins del mateix fort. El capità general donà l'ordre al governador de Montjuïc que suspengués el bombardeig. Inicialment, davant d'aquell bombardeig Francisco Torras y Riera governador de les Drassanes lliga la seva corbata negra a la punta d'un drap enarborant aquesta ensenya la resolució de lluitar a mort. Tanmateix poc després fugí de la ciutat.
El dia 8 un repic de campanes iniciat a les onze del matí anuncià que Girona s'hi havia format una junta de pronunciament composta per Ramon Cabrera, Francesc Maranges, Martin Parelols i Lorenzo Autet. Aquesta nomenà a Francisco Ballera comandant general de la província. Figueres secundà també el moviment feta pel batalló de Milícia Nacional i la companyia de sapadors. Tement una incursió des de la Ciutadella a la ciutat els sublevats ocuparen el Passeig de Sant Joan (espai que separava les cases de la Ciutadella), que després de la fustigació de fuselleria efectuades des de la Ciutadella, hagueren d'abandonar després de la mort d'un sergent i alguns ferits (quatre entraren a l'hospital, havent-ne mort un). Aquella nit els pronunciats feren una sortida per la Porta de Sant Antoni una sortida intentant de nou un cop de mà sobre Sarrià o Gràcia, però batuts per les granades llançades des de Montjuïc i el tiroteig de les avançades lleials al govern junt amb un xàfec intens, entraren de nou a la ciutat.
A la una de la tarda del dia 9 el coronel Joan Martell entrà a la ciutat acompanyat dels seus "edecanes" i cavalleria, entrant a galop cap a la plaça de Sant Jaume (o de la Constitució), amb el sabre a la mà i cridant "Viva la unión y la libertad". Després de reunir-se amb la junta anà a la fonda de les Quatre Nacions de la Rambla on hi hagué un banquet amb brindis i sortint tot seguit al balcó per a pronunciar un discurs a la concurrència donant visques a la junta central, a la independència nacional, a la reina i al poble sobirà, davant d'una multitud. Després del dinar Martell acompanyat d'alguns membres de la junta i una vintena d'homes de l'esquadró de Milícia Nacional fins al poble de Sants on reuní una vuitantena d'homes que l'acompanyaren de nou dins de la ciutat.
El dia 10 Ametller arribà a Sants comandant una divisió. En aquell moment revelà als seus comandants la intenció de posar-se del costat dels sublevats i aquests no hi estigueren d'acord, abandonant-lo i enduent-se els respectius batallons. Així doncs, Ametller, només l'acompanyaren dos batallons de Francs, i uns dos-cents homes de l'exèrcit (entre 1.000 i 1.500 homes) a l'interior de Barcelona. Ametller anà a la plaça de la Constitució on junta al palau de la diputació, seu de la junta central, sortí al balcó acompanyat de Martell i altres capitostos revolucionaris, Rafael Degollada feu un discurs justificatiu de l'alçament contra el centralisme, que Hostalric s'havia pronunciat, en el seu nom el coronel Juan Pablo Par. Ametller afirmà que "no hi havia més que dos partits els liberal i els servil" que els centralistes pertanyien al primer i que abans de consentir el triomf dels servils preferia sepultar-se amb els seus camarades entre les enderrocs de la ciutat, concloent amb els crits de “mori Cristina, morin els Narváez, morin els Conchas, morin els tirans”. La Junta Central decretà aquell mateix dia que Joan Prim era traïdor i nomenà a Ametller mariscal de camp i capità general de Catalunya.
Durant aquells dies es seguia publicant a Barcelona El Constitucional (diari prorevoltats que a voltes exagerava les possibilitats de la revolta), també hi havia actiu el diario de avisos. La tropa que s'havia separat d'Ametller, el primer batalló de Zamora, es va dirigir al Castell de Montjuïc. El governador del castell no permeté que aquests entressin al castell i en fer-se de nit es dirigí a Gràcia passant després a la Ciutadella. Aquell dia s'embarcaren molt súbdits francesos per intercessió del cònsol francès que els proporcionà els bucs. Per ordres de la junta s'obrí la taula de comuns dipòsits extraient-se'n 26.819 rals de billó.

## Combat de Sant Andreu
La nit de l'11 al 12 de setembre, enmig d'una forta tempesta, sortí de Barcelona una columna de més de 2.000 o 2.500 homessegons les fonts, entre francs, milícia i uns 200 de tropa, amb Ametller al seu front. Travessant entre Gràcia i el Clot, on la tropa es replegava de nit, passaren inadvertits rodejant Sant Andreu del Palomar poble a una hora de Barcelona. Allí hi havia restes d'oficials i soldadesca sobrers de la Ciutadella que, traslladats allà, no hi havien establert guàrdies. Sorpresos, molts foren capturats: una vuitantena d'oficials i un altre tant de soldats, que foren desarmats. Obligats els primers per la seva paraula d'honor, foren comminats a anar fins a Mataró, ciutat que s'havia alçat del costat de Barcelona. En aquesta maniobra fou afusellat el capità Juan Cadena, per tenir comissió contrària al pronunciament, i un altre fou mort per voler robar alguns cabals quan les tropes d'Ametller les carregaven per a dur-los a Mataró. Després de tres dies a Sant Andreu, Ametller partí cap a Mataró, deixant a Martell amb un destacament d'uns mil homes a Sant Andreu. Al pas d'Ametller anava pronunciant els pobles per on passava. Entre l'11 i el 23 només hi hagué 5 baixes entre morts i ferits a Barcelona.
El capità general Miguel de Araoz rellevà el capità general el 16 de setembre, i afirmà que disposava de forces suficients per ofegar la rebel·lió. El dia 18 es decidí a prendre l'ofensiva. L'endemà una columna de 3.000 homes dirigida per Joan Prim es dirigí a atacar les forces de Sant Andreu. Tan bon punt Ametller conegué els moviments de Prim, creuà el Besòs improvisant un pont amb carros. A les forces d'Ametller, que havia arribat a Mataró, se li havien unit 800 homes comandats per Francisco Ballera procedents de la província de Girona. Del costat sud del Besós s'establí un combat entre les tropes d'Ametller i Prim, però mancat de cavalleria i artilleria el primer i impedit per un terreny enfangat i l'atac d'artilleria de Prim, hagué de tornar a creuar el Besós. Les forces de Prim també tractaren d'atacar Sant Andreu essent rebutjades, amb vuitanta baixes entre morts i ferits i 21 presoners entre les tropes del govern de Madrid i 20 baixes entre les files dels pronunciats.
El brigadier Joan Prim tornà a atacar Sant Andreu el dia 22 que, pres a l'assalt en un combat de tres hores deixà un balanç de posar en fuita els 1.500 homes manats per Martell, 200 presoners, havent tingut la pèrdua de sis morts (entre ells el comandant de Guias Juan Siscle), 39 ferits (entre ells Llorenç Milans del Bosch) i 22 contusionats. En aquesta acció Ametller no intervengué directament sinó que auxilià la fugida de les tropes sublevades de Sant Andreu. Així mateix des de Barcelona una sortida de 400 homes propicia una maniobra de distracció per tal d'auxiliar els combats de Sant Andreu. No obstant, foren contrarestats pel bombardeig i tiroteig des de la Ciutadella i per un batalló de la Constitució que sortí d'aquesta.
Després d'aquesta acció es dirigiren tres columnes una cap a Girona al càrrec d'Ametller amb mil homes, una altra de 700 homes comandada per Martell dirigida cap al Camp de Tarragona i una altra al càrrec de Riera que intentà progressar cap a Barcelona per Sant Cugat del Vallès. Aquesta columna fou rebutjada per un destacament avançat de les tropes fidels estacades a Gràcia. Al càrrec de José Maria Montañá y Romá, secretari de la Junta havia sortit una columna d'un 150 homes que es dirigiren a Martorell a propagar el moviment, entrant-hi el dia 18. El dia 21 havent-se organitzat el sometent amb veïns de Martorell i dels pobles del voltant. Aquest dirigit per Antonio Baixeras que comandava una seixantena d'homes els obligà a fugir, capturant el mateix Montañá i una cinquantena d'homes.
Pel que fa a la columna de Martell quedà desemparada de l'ajut de la ciutat de Reus que estant en poder dels pronunciats havia caigut en un cop de mà dut a terme pel comandant general de la província de Tarragona Cristóbal Linares amb dos batallons i sis peces d'artilleria.
Martell mancat de forces de suport la seva columna sofrí la deserció de cinquanta homes que fugiren a Tarragona i en darrer terme s'entregà tota la columna fugint Martell amb vuit dels capitostos.
El 24 de setembre arribà a més del pronunciament de Saragossa, les de les d'Osca, Barbastre, tres províncies de Galícia, i Cadis i Granada.
Aquell dia també es feu públic que Ametller es dirigia des de la província de Girona amb forces de l'Empordà amb artilleria i dues columnes una dirigida per Francisco Fort i l'altra per Martell. També es produeix el desallotjament de Sabadell dels centralistes per part de les tropes encapçalades per Prim essent capturat Francisco Riera que havia entrat a Barcelona el primer de setembre.. Els centralistes també són desallotjats de Sant Boi de Llobregat.
Per ordre del govern fou rellevat Araoz i substituït pel tinent general Laureano Sanz, qui rebé el comandament el dia 25 dirigint un discurs als catalans manifestant els seus desitjos de pau i reconciliació que la constitució de 1837 seria observada amb tota exactitud.
El 26 de setembre les forces de Prim prengueren Mataró, on Ametller en la seva fugida cap a Girona havia deixat un destacament d'un batalló de la milícia de Barcelona. El tiroteig es perllongà des de la matinada fins a les 6 de la tarda quan es rendí el darrer reducte atrinxerat en un convent de monges, on hi havia el governador Ramon Herbella amb més de dos-cents homes, En total es feren uns 500 presoners i més de 150 morts. Per aquesta acció Prim és guardonat amb la Gran Creu de Sant Ferran.
El dia 26 la junta excarcerà els presidiaris amb delictes de port d'armes il·legals i deserció amb la promesa de redimir-ne les penes si s'incloïen en la Companyia de Salvaguardias de la libertad a càrrec del capità Ildefonso Vargas, que arribà als 150 homes armats i uniformats perfectament i aquarterats a la Llotja de Barcelona. En aquesta data la Junta comença a repartir sopa i pa als pobres.
La nit del 27 al 28 fugiren de la ciutat Francisco Torres y Riera governador de les Drassanes, el seu germà José, president de la junta d'armament i defensa i comandant del 7é batalló de Milícia Nacional i Juan Nogués, secretari privat de la Junta Suprema. El dia 29 la Junta Suprema ordena l'adscripció a la Milícia Nacional a tots els solters i vidus sense fills entre 17 i 40 anys.
Del 23 al 30 de setembre es produïren 4 morts i sis ferits i el tiroteig havia prosseguit.

## Bloqueig de Barcelona i repressió dels pronunciaments
L'1 d'octubre el General Sanz publicà un ban prohibint l'entrada de persones a l'interior de la ciutat, sota pena de mort a aquell que es trobés a la línia intentant entrar-hi queviures. Això provocà un encariment dels aliments peribles. L'alba del dia 4 entra el sometent a Olot desallotjant els centralistes que s'havien pronunciat en aquesta ciutat el 9 de setembre anterior sotmetent-se al govern provisional de Madrid. Penetren les tropes a Almeria que s'havia adherit al pronunciament l'anterior 29 de setembre. A Granada fracassa també aquell dia l'intent de pronunciament que és sufocat per les tropes del Govern. Girona comença a ser atacada per la columna de Prim. Començaren a escassejar a Barcelona la majoria de productes de consum: carn, l'arròs, la llenya, llegums, sal...
El dia 6 d'octubre els pronunciats projectaren assaltar la Ciutadella. El pla involucrava una força d'assalt formada per uns 400 homes de la companyia de presidiaris, la companyia de Milícia Nacional voluntària i l'altra del poble de Sant Martí de Provençals, deixant-se una força de mil homes en reserva al pla de Palau per donar suport a l'atac. Previnguda la tropa durant tota la nit aquest assalt s'intentà a les quatre de la matinada del dia 7 avançant sense cap problema fins als fossats col·locant escales assaltant un dels seu baluard. En arribar a dalt el primer home començaren a disparar des de les troneres de la Ciutadella. El batalló d'Amèrica i les bateries del Príncep i de Don Fernando causaren la desbandada de l'intent d'assalt deixant més d'un centenar de morts en els assaltant entre aquests el vicepresident de la junta José Maria Bosch, i amb prou feines dos soldats i un oficial ferits en la guarnició del fort. El mateix dia 7 també resultà ferit mortalment José Lugar, governador del baluard de Migdia, contra el que havia disparat fortament la Ciutadella. El baluard de Migdia va quedar derruït i les bales disparades des de la Ciutadella impactaven contra els edificis de primera línia, entre ells l'edifici de la Llotja.
El dia 8 a cap a les nou de la nit, després d'un dia sense trets artilleria, la Ciutadella començà a disparar bales rases i granades contra les barricades al seu davant, i la plaça de Sant Jaume; per la seva part des del Castell de Montjuïc es dispararen dues granades a la plaça de Sant Jaume amb una separació d'un quart d'hora entre elles. D'11 a 12 cessà el foc d'artilleria de la Ciutadella i d'aquesta hora fins a l'alba disparà alguns tirs esporàdics. El coronel Francisco Palmés de les Esquadres de Catalunya desarma la Milícia Nacional de l'Hospitalet de Llobregat, conduint les armes a la Ciutadella.
El dia 9 es rebé la notícies d'Ametller i Bellera, dient que Prim havia intentat prendre el Castell de Sant Ferran amb dos batallons, una bateria de muntanya i seixanta cavalls, però que la guarnició formada per 800 nacionals (paisans) no havia volgut rendir-se. Prim es retirà cap a Girona, que gaudia d'una guarnició de 2.800-2.500 homes i havia de ser protegida per columnes estacionades prop de Torroella (1.400 homes) i altres punts (200 homes). A la tarda Montjuïc feu alguns trets i a les deu de la nit la Ciutadella tornà a disparar bales i granades.
El dia 10, aniversari de la reina Isabel II d'Espanya feren els forts les salves d'honor, aprofitant-les nogensmenys per a fer-ho la majoria amb bales. En resposta a això la junta també una salva d'honor des de les bateries de la ciutat també carregades. Aquell dia arribà la notícia del pronunciament d'Almeria, cosa que fou celebrada amb repics de campanes. Tanmateix ja feia cinc dies que aquella revolta havia estat sufocada.
El dia 11 els Salvaguardia amb alguns nacionals feren una sortida seguida d'una escaramussa prop de la Creu Coberta, amb dues baixes i diverses desercions entre els centralistes. La Ciutadella i Montjuïc amb prou feines disparen dotze o quinze trets en aquest dia.
El dia 12 es produí un intercanvi de trets entre la guarnició de la muralla contra una partida de francs que defenien el bloqueig a la falda de Montjuïc. Per tal de donar-los suport feu foc amb dos o tres trets la bateria instal·lada al portal de Sant Antoni, cosa a la qual respongué Montjuïc contra la bateria que es generalitzà a la resta de la ciutat. Cauen uns 400 projectils sobre la ciutat entre ells una granada cau i explota a l'hospital militar de Junqueres.
S'ocupen i expropien per part de la Junta Suprema un magatzem propietat de José Lines, amb diversos quintars de lingots de coure que són usats per a batre moneda menuda que diàriament ascendeixen a un valor 20.000 rals en peces de tres i sis quartos.
El dia 13 és deposada i desarmada la Milícia Nacional de Sant Andreu. La nit d'aquell dia hi ha una escaramussa iniciada per una sortida de centralistes davant de la Ciutadella en els jardins de l'Espalanada. En resposta a aquest apropament hi ha una sortida de soldats de la Ciutadella per a repel·lir aquesta avançada. Tots dos bàndols reben el suport d'alguns trets de les seves bateries d'artilleria. Tot plegat es contagia arreu especialment als sectors de la Porta de Sant Antoni i la Ciutadella, acabant el rebombori a les vuit del matí de l'endemà.
El dia 14, a causa de l'escassedat de pólvora, la junta ordenà que no s'efectuessin trets excepte en cas d'atac. La Junta Suprema expropia allò que li convé: cansalada, teles... aportant als propietaris un document justificatiu de l'acte.
La matinada del dia 15 (diumenge) José Buxó capità dels nacionals fa una sortida cap a una avançada de la línia de bloqueig amb una trentena d'homes i capturen algunes motxilles i útils militars prop del pont dit de les Bigues. A dos quarts de tres el Fort Pius dispara tres bales contra el baluard de Sant Pere, a les tres la Ciutadella disparà un tret de bala i cap a les set una vintena de canonades contra el baluard de Migdia i la bateria de Sant Sebastià.
El 18 d'octubre es disparen 91 bales i 43 granades des de Montjuïc, 4 granades i 5 bales des de la Ciutadella, una granada des del Fort Pius, fets que es perllonguen entre dos quarts de deu del matí al llarg de tot el dia. La Junta Suprema s'apropia de la caixa del Col·legi de Medicina i Cirurgia amb un contingut de 250.000 rals de billó (rs. vn.), l'endemà fa el mateix amb la del Col·legi de Farmacèutics apoderant-se d'uns 130.000 rs. vn.
El dia 20 plou i fa fred, la Ciutadella envia 372 bales i 14 granades contra Barcelona, Montjuïc "només" en dispara 4 bales i 3 granades i el Fort Pius tres bales i dues granades.
La matinada del 22 hi ha una sortida de Barcelona per fustigar els sometents de Berga i Sarrià instal·lats al peu de Montjuïc. Hi intervingueren les Salvaguardies i una nova companyia dita dels "Vigilantes del Llano" formada de nou sota comandament de Gregorio de Alba. La sortida no és gaire fructífera, ja que la pólvora fabricada a Barcelona és de mala qualitat. Són morts 3 salvaguardies i cinc deserten al bàndol governamental.
Entre els dies 22 i 24 hi hagué un fort bombardeig d'artilleria sobre Barcelona des de totes les posicions artilleres governamentals: Montjuïc, la Ciutadella, Fort Pius i Fort San Carlos. Es llançaren 1.351 projectils el primer dia, 644 el segon i 2.830 el tercer, provocant una matança considerable, ja que entre els projectils s'hi contaren uns 829 projectils buits (granades i bombes) només el dimarts 24. Molts dels comerços estaven tancats pel que els transeünts no s'hi podien refugiar en sentir caure els projectils. Aquell dia la Junta Suprema ordena que s'obrin a tota hora les portes dels comerços.Durant el mes d'octubre hi hagué una trentena de morts i més d'un centenar de ferits, només entre els personal armat de Barcelona.

## Rendició de Barcelona
A principis de novembre es calculava que la població de Barcelona era d'uns 50.000 habitants una quarta part de la seva població normal. A més els diversos hospitals presidis i cases de caritat hi havia pràcticament 3.600 persones, i cada dia 17.000 persones rebien la sopa dels pobres.
El vuit de novembre les Corts Espanyoles declaren major d'edat a la reina Isabel II per 193 vots a favor i 16 en contra.
El dia 9 de novembre Montjuïc disparà 32 bales i 39 granades, la Ciutadella 50 bales i 24 granades i el fort de Don Carlos 11 bales i 8 granades. Aquell dia a Girona es decidí enviar comissionats José Soler y Matas i José Oriol Ronquillo, que l'endemà es reuniren amb Prim a Gràcia. Durant aquests dies es realitzen diverses reunions per pactar les condicions de la rendició. Tot i les negociacions Montjuïc llança 15 granades i 10 bales contra Drassanes el dia 15, i 6 bales i 8 granades el dia 16.
El dia 17 la junta resolgué enviar cinc comissionats a la Ciutadella a negociar la capitulació de la ciutat: aquests foren Caralt, Prats, Parreño, Montoto i Balzo. Aquests l'endemà passaren a la Ciutadella al matí sortint-ne a les tres de la tarda deixant acordada un conveni de pau. El dia 19 fart de reunions infructuoses amb els sublevats el capità general comunicà un ultimàtum per a les 12 de la nit d'aquell dia pel qual si no confirmaven el conveni no acceptaria cap més acord que la rendició incondicional i que al matí reiniciaria els atacs a Barcelona. A les deu de la nit sortien els comissionats cap a la Ciutadella confirmant la capitulació. A les dotze del migdia entrà un regiment a la ciutat rellevant tots els punts de la plaça. A la una entrà el general amb uns 6.000 homes, que feu un discurs a la Rambla que exhortà a la unió. Les pèrdues per part dels pronunciats al novembre fou de 5 morts i 20 ferits. El nombre total de projectils llançats sobre Barcelona fou de 12.000. Per ordre del capità general es lliuraren passaports cap a Portvendres per als membres de la Junta Suprema que s'embarquen a les onze de la nit del dia 20 al vapor de guerra francès Papin.

### Podcasts
- La Jamància a l'En Guàrdia! de Catalunya Ràdio (català)